# عثمان السید
عثمان السید (انگلیسی: Osman El-Sayed؛ زادهٔ ۲۸ فوریه ۱۹۳۰ – درگذشتهٔ ۲۱ آوریل ۲۰۱۳) کشتی‌گیر فرنگی اهل مصر بود.
وی در مسابقات کشوری و بین‌المللی در مجموع برندهٔ ۱ مدال نقره شده‌است.